# Conus roseorapum
Conus roseorapum é uma espécie de gastrópode do gênero Conus, pertencente à família Conidae.